# Alle Tiders Summerparty
Alle Tiders Summerparty er et dansk opsamlingsalbum udgivet 11. juni 2007 af NOW Music. Albummet er en dobbelt-cd bestående af sommerhits.

## Spor

### Cd 1
1. Wham!: "Club Tropicana"
2. Danseorkestret: "Regndans"
3. Ryan Paris: "La Dolce Vita"
4. Michael Jackson: "Billie Jean"
5. Scissor Sisters: "I Don't Feel Like Dancin'"
6. Nik & Jay: "Hot"
7. Gloria Estefan: "Conga"
8. Dr. Alban: "Sing Hallelujah!"
9. Ricky Martin: "Livin' La Vida Loca"
10. MC Miker G & DJ Sven: "Holiday Rap"
11. Safri Duo: "Baya Baya"
12. Katrina and the Waves: "Walking On Sunshine"
13. Shakira: "Hips Don't Lie"
14. Los del Rio: "Macarena"
15. Rednex: "Cotton Eye Joe"
16. Modjo: "Lady"
17. Billy Ocean: "Caribbean Queen"
18. Bellini: "Samba De Jainero"
19. Gibson Brothers: "Cuba"
20. Ronaldo's Revenge: "Mas Que Mancada"

### Cd 2
1. Peter Frödin og Jimmy Jørgensen: "Vent På Mig"
2. Techntronic feat. Felly: "Pump Up The Jam"
3. Nena: "99 Luftballons"
4. Lou Bega: "Mambo No. 5"
5. Gypsy Kings: "Medley: Bamboleo / Volare / Djobi Djoba / Pida Me La / Baila Me"
6. Karen Busk feat. Erann: "Når Hjertet Ser"
7. Kaoma: "Lambada"
8. Laid Back: "Sunshine Reggae"
9. Baltimora: "Tarzan Boy"
10. Cut'N'Move: "Get Serious (Take No Crap)"
11. Beach Boys: "Surfin' USA"
12. Anne Linnet: "Glor På Vinduer"
13. DJ Jazzy Jeff & The Fresh Prince: "Summertime"
14. Dr. Alban: "It's My Life"
15. Me & My: "Dub I Dub"
16. Justin Timberlake: "Sexyback"
17. Righeira: "Vamos A La Playa"
18. Lisa Stansfield: "All Around The World"
19. George Michael: "Amazing"
20. Santana: "Maria Maria"